# Munizipalität Dedopliszqaro
Die Munizipalität Dedopliszqaro (georgisch დედოფლისწყაროს მუნიციპალიტეტი, Dedopliszqaros munizipaliteti) ist eine Verwaltungseinheit (etwa entsprechend einem Landkreis) in der Region Kachetien im äußersten Osten Georgiens. Sie ging aus dem in der sowjetischen Periode existierenden Rajon Zitelizqaro (წითელწყაროს რაიონი, Zitelzqaros raioni) hervor, nach dem damaligen Namen des Verwaltungssitzes Zitelizqaro.

## Geografie
Verwaltungszentrum der Munizipalität ist die Stadt Dedopliszqaro. Die Fläche beträgt 2529,2 km². Die Munizipalität wird im Nordwesten und Westen von der Munizipalität Sighnaghi begrenzt; im Süden, Osten und Nordosten ist sie von der Staatsgrenze zur Republik Aserbaidschan umschlossen.
Den Norden erreicht das südöstliche Ende des Gombori-Kammes mit dem genau 1000 m hohen Nikoras-Ziche in unmittelbarer Nähe von Dedopliszqaro als höchsten Gipfel im Gebiet. Der Kamm trennt das bereits außerhalb der Munizipalität gelegene Alasani-Becken mit dem Fluss Alasani vom Iori-Hochland. Das trockene und äußerst dünn besiedelte Hochland nimmt den größten Teil der Munizipalität ein und erstreckt sich bis zum Fluss Iori an der Grenze zu Aserbaidschan im Südosten. Der ebene Nordosten des Hochlandes wird auch als Schirakisteppe bezeichnet.

## Bevölkerung und Verwaltungsgliederung
Die Einwohnerzahl beträgt 20.700 (Stand: 2021). Bis 2014 war die Einwohnerzahl mit 21.221 gegenüber der vorangegangenen Volkszählung (30.811 Einwohner 2002) stark gesunken.
Bevölkerungsentwicklung
Anmerkung: Volkszählungsdaten

Die größten Ortschaften neben der Stadt Dedopliszqaro (5940 Einwohner) sind mit jeweils über 1500 Einwohnern die Dörfer Chornabudschi (ehemals Zitelizqaro wie die nahe Stadt), Samreklo (ehemals Dschaparidse), Semo Kedi und Semo Matschchaani (2014).
Die Munizipalität gliedert sich in den eigenständigen Hauptort Dedopliszqaro sowie 13 Gemeinden (hier überwiegend mit nur jeweils einer Ortschaft einfach als „Dorf“, georgisch sopeli, სოფელი bezeichnet; ansonsten temi, თემი) mit insgesamt 15 Ortschaften:
| Gemeinde          | Anzahl Ortschaften | Einwohner (2014) |
| ----------------- | ------------------ | ---------------- |
| Arboschiki        | 1                  | 1138             |
| Archiloskalo      | 1                  | 980              |
| Chornabudschi     | 2                  | 2219             |
| Gamardschweba     | 1                  | 1010             |
| Kwemo Kedi        | 1                  | 1153             |
| Mirsaani          | 1                  | 433              |
| Osaani            | 2                  | 913              |
| Pirosmani         | 1                  | 569              |
| Sabatlo           | 1                  | 391              |
| Samreklo          | 1                  | 1786             |
| Samtazqaro        | 1                  | 1037             |
| Semo Kedi         | 1                  | 1826             |
| Semo Matschchaani | 1                  | 1826             |

## Sehenswürdigkeiten
Die Hauptsehenswürdigkeit der Munizipalität ist die mittelalterliche Burg Chornabudschi in der Nähe von Dedopliszqaro, Zentrum der historischen georgischen Provinz Kambetschowani. Im äußerten Südosten erstreckt sich der Waschlowani-Nationalpark.